# Neuvy (Allier)
 Neuvy  es una población y comuna francesa, situada en la región de Auvernia, departamento de Allier, en el distrito de Moulins y cantón de Moulins-Ouest.

## Demografía
| 831 | 882 | 1026 | 1440 | 1563 | 1496 |
| Para los censos de 1962 a 1999 la población legal corresponde a la población sin duplicidades (Fuente: INSEE [Consultar]) |     |      |      |      |      |

En 2009 contaba con 1544 habitantes.